# FlexiScale
FlexiScale は、XCalibre Communications が提供するユーティリティコンピューティングプラットフォームのサービスである。2007年夏に開始された。

利用者は仮想サーバを作成、開始、停止することにより、必要に応じて迅速にサービスをデプロイすることができる。
類似サービスのAmazon EC2との比較した場合
- SLAの提供
- 使用するOSに、主要なLinuxディストリビューションが利用可能 [1]
- Windowsサーバが利用可能

といった優位点があるとされる。